# Aibarchin Planitia
Aibarchin Planitia est une plaine située sur Vénus dans le quadrangle de Lada Terra. Elle a été nommée en référence à Aibarchin, héroïne de l'Alpamych, épopée ouzbèke.